# Antun Franki
Antun Franki, hrvaški pedagog, rimskokatoliški duhovnik, zgodovinar in teolog, * 2. november 1844, Omišalj, † 28. januar 1908, Omišalj.
Franki je bil rektor Univerze v Zagrebu v študijskem letu 1888/89 in profesor cerkvene zgodovine na Katoliški teološki fakulteti. 